# Szudán az olimpiai játékokon
Szudán 1960-ban volt jelen első alkalommal a nyári olimpiai játékokon. Két olimpiát is bojkottált, először hasonlóan szinte az összes többi afrikai országhoz, az 1976-ost, illetve 1980-ban csatlakozott az Amerikai Egyesült Államok által hirdetett bojkotthoz is. Szudán még nem vett részt a téli olimpiai játékokon.
Sportolói eddig egy érmet nyertek, 2008-ban Iszmáíl Ahmed Iszmáíl 800 méteres síkfutásban végzett a második helyen.
A Szudáni Olimpiai Bizottság 1956-ban alakult meg, a NOB 1959-ben vette fel tagjai közé, a bizottság jelenlegi elnöke Salah Mohamed Mohamed Salih.

## Érmesek
| Érem  | Sportoló(k)           | Olimpia      | Sportág  | Versenyszám |
| ----- | --------------------- | ------------ | -------- | ----------- |
| Ezüst | Iszmáíl Ahmed Iszmáíl | 2008, Peking | Atlétika | Férfi 800 m |

## Éremtáblázatok

### Érmek a nyári olimpiai játékokon
| Olimpia              | Arany          | Ezüst          | Bronz          | Összesen       |
| 1960, Róma           | 0              | 0              | 0              | 0              |
| 1964, Tokió          | nem vett részt | nem vett részt | nem vett részt | nem vett részt |
| 1968, Mexikóváros    | 0              | 0              | 0              | 0              |
| 1972, München        | 0              | 0              | 0              | 0              |
| 1976, Montréal       | nem vett részt | nem vett részt | nem vett részt | nem vett részt |
| 1980, Moszkva        | nem vett részt | nem vett részt | nem vett részt | nem vett részt |
| 1984, Los Angeles    | 0              | 0              | 0              | 0              |
| 1988, Szöul          | 0              | 0              | 0              | 0              |
| 1992, Barcelona      | 0              | 0              | 0              | 0              |
| 1996, Atlanta        | 0              | 0              | 0              | 0              |
| 2000, Sydney         | 0              | 0              | 0              | 0              |
| 2004, Athén          | 0              | 0              | 0              | 0              |
| 2008, Peking         | 0              | 1              | 0              | 1              |
| 2012, London         | 0              | 0              | 0              | 0              |
| 2016, Rio de Janeiro | 0              | 0              | 0              | 0              |
| 2020, Tokió          | 0              | 0              | 0              | 0              |
| 2024, Párizs         | 0              | 0              | 0              | 0              |
| Összesen             | 0              | 1              | 0              | 1              |

## Érmek sportáganként

### Érmek a nyári olimpiai játékokon sportáganként
| Szudán érmei a nyári olimpiai játékokon sportáganként | Szudán érmei a nyári olimpiai játékokon sportáganként | Szudán érmei a nyári olimpiai játékokon sportáganként | Szudán érmei a nyári olimpiai játékokon sportáganként | Az olimpiai zászlaja |

| Sportág  | Arany | Ezüst | Bronz | Összesen |
| -------- | ----- | ----- | ----- | -------- |
| Atlétika | 0     | 1     | 0     | 1        |
| Összesen | 0     | 1     | 0     | 1        |